# 怒海雄风 (1952年电影)
《怒海雄风》（英語：Plymouth Adventure），一部1952上映的美国群戏电影，由斯宾塞·屈塞、吉恩·蒂尔尼、范·强生、里奥·吉恩等主演，米高梅公司制作，克拉伦斯·布朗执导。
该片的配角有巴里·琼斯、道恩·艾达丝、劳埃德·布里吉斯和约翰·德那等。
值得注意的是，该片是克拉伦斯·布朗执导的最后一部电影。